# Stade du Tivoli
Stade du Tivoli – wielofunkcyjny stadion w La Louvière, Belgia. Zazwyczaj użytkowany jest przez klub piłkarski RAA Louviéroise. Stadion zbudowany w 1972 roku ma pojemność 13 500 widzów.